# 無耙倣鯨魚
無耙倣鯨魚為輻鰭魚綱鯨頭魚目仿鯨科的其中一種，分布於西北太平洋的日本海域，屬深海魚類，棲息深度可達1800公尺。